# L-Inħawi ta´ Ta´ Ċenċ
L-Inħawi ta´ Ta´ Ċenċ este o arie protejată (arie specială de conservare — SAC, sit de importanță comunitară — SCI) din Malta întinsă pe o suprafață de 140,21 ha, integral pe uscat.

## Localizare
Centrul sitului L-Inħawi ta´ Ta´ Ċenċ este situat la coordonatele 36°01′08″N 14°15′44″E / 36.0189°N 14.2623°E.

## Înființare
Situl L-Inħawi ta´ Ta´ Ċenċ a fost declarat sit de importanță comunitară în septembrie 2008.

## Biodiversitate
Situată în ecoregiunea mediteraneană, aria protejată conține 8 habitate naturale: Faleze cu vegetație de Limonium spp. endemic de pe coastele mediteraneene, Stepe sărăturate mediteraneene (Limonietalia), Iazuri temporare mediteraneene, Tufărișuri termo-mediteraneene și de pre-deșert, Phrygana din Mediterana de Vest de pe vârfurile falezelor (Astragalo-Plantaginetum subulatae), Phrygana endemică cu Euphorbio-Verbascion, Pseudostepă cu ierburi și specii anuale de Thero-Brachypodietea, Pante stâncoase calcaroase cu vegetație casmofită.
La baza desemnării sitului se află mai multe specii protejate de  plante (5): Cremnophyton lanfrancoi, Elatine gussonei, Hyoseris frutescens, Linaria pseudolaxiflora, Palaeocyanus crassifolius.